# 沖縄国際映画祭
島ぜんぶでおーきな祭 沖縄国際映画祭（しまぜんぶでおーきなさい おきなわこくさいえいがさい、英: Okinawa International Movie Festival）は日本の沖縄県で開催されていた映画祭。

## 概要
他の映画祭とは一線を画し、コメディ作品が中心となっている。コンセプトは「Laugh & Peace」（2011年はこれに「Yell」が追加された）。吉本興業が協賛しており、同社所属タレントが監督・出演する作品が多数上映される。吉本興業は、あくまで本映画祭の主催ではなく協賛という形を取っているため、タイトルに「吉本」「よしもと」の文字は一切加えられていない。本映画祭開催時期には、吉本関連テレビ番組が沖縄ロケを行うことが恒例となっている。メイン会場は沖縄県那覇市の波の上うみそら公園ほか、国際通り周辺・桜坂劇場）・北谷町はじめ県内数カ所が使われる。
2024年4月、同年3月に吉本興業が撤退を表明したことを受けて、第16回の開催を最後に終了することを発表した。

## 部門
※2014年まで
“Laugh & Peace”コンペティション長編映画部門
日本で公開前の長編新作コメディ映画という条件で国内外から作品が集められ、予備審査で選出された作品の中からグランプリを選出する。
“Laugh & Peace”コンペティションCM部門
映画祭のコンセプトに賛同した企業の商品を課題商品とし、オリジナルCM作品をプロアマ問わず広く募りグランプリを選出する。

## 賞
※2014年まで
長編映画部門
- 大賞『ゴールデンシーサー賞/金石獅賞』 - コンペティション審査委員会による投票で選出。賞金は500万円。
- 観客賞『海人賞（うみんちゅしょう）』 - 来場した観客の投票により選出。
- 木下工務店賞 - 映画製作の現場を支える種々の職能に従事する方々の栄誉を讃える賞。

CM部門
- CMコンペティショングランプリ - 審査委員会による投票で選出。賞金は100万円。

## 歴史

### 第1回
2009年3月19日から22日の日程で開催。公式テーマソングは「笑顔のまんま」（BEGIN with アホナスターズ）。
松本人志監督作品『しんぼる』の制作発表が行われた。『ダウンタウンDX』『ぐるぐるナインティナイン』の拡大版特別番組では映画祭と連動して沖縄から生放送された。

### 第2回
2010年3月20日から28日の日程で開催。3月20日〜23日は映画祭カウントダウンイベント。3月24日〜28日は映画祭開催。30万人から50万人の観客動員を目標とする。
吉本興業の持つテレビ局との強いつながりを生かし、在京キー局各局が吉本タレントを起用した中篇映画を1本ずつ制作・出品した。それらの映画は同年7月より「YOSHIMOTO Laugh&Peace ムービーフェスタ」の中で順次全国公開されている。

### 第3回
2011年3月18日から27日の日程で開催。開催1週間前に東日本大震災の影響で一時中止が危ぶまれたが「Yell, Laugh&Peace（エール, ラフ&ピース）」をテーマに開催した。また、東日本大震災発生を受け、吉本芸人らが来場者に募金受付を行ったり、受賞者の賞金も義捐金として寄付した。
3月26日にはAKB48・選抜メンバー12人が登場し、「誰かのために -What can I do for someone?-」などを披露した。

### 第4回
2012年3月24日から31日の日程で開催。

### 第5回
2013年3月23日から30日の日程で開催。

### 第6回
2014年3月20日から24日の日程で開催。
『着信御礼!ケータイ大喜利全国ツアーin沖縄』（NHK総合テレビ）や『リアル脱出ゲーム×宮古島〜封印された島からの脱出〜』（SCRAP）といった関連イベントも開催された。

### 第7回
2015年3月25日から29日の日程で開催。
映画祭の名称を「島ぜんぶでおーきな祭（さい）」に変更しリニューアル。「よしもと沖縄41市町村全力応援芸人」がサポーターとして参加。また映画のコンペティション部門が廃止された。

### 第8回
2016年4月21日から24日の日程で開催。この回からメイン会場を那覇市うみそら公園に変更。コンベンション劇場での映画上映を廃止。例年は3月に開催していたが、予算都合により開催時期が4月となった。

### 第9回
2017年4月20日から23日の日程で開催。

### 第10回
2018年4月19日から22日の日程で開催。

### 第11回
2019年4月18日から21日の日程で開催。

### 第12回
2020年4月16日から19日、新型コロナウイルス対策で例年よりも内容を大幅に縮小して開催。
過去全11回の沖縄国際映画祭パネル展や首里城および首里周辺のPRを展開した。

### 第13回
2021年4月17日から18日、新型コロナウイルス感染拡大の防止への配慮からオンライン併用で実施。

### 第14回
2022年4月16日から17日の日程で開催。
3年ぶりに「国際通りレッドカーペット」を実施。
映画上映に加えてステージイベントを展開、沖縄本土復帰50周年企画展示、オンラインで楽しめるコンテンツなど。

### 第15回
2023年4月15日から16日の日程で開催。

### 第16回
2024年4月20日から21日の日程で開催。
吉本興業が本映画祭から撤退することを受けて、今回をもって終了することを2024年4月10日に発表した。

## 受賞作品
第1回（2009年）長編映画部門
- ゴールデンシーサー賞

『鴨川ホルモー』（本木克英監督）日本
- 海人賞

『Unstoppable Marriage』（キム・ソンウク監督）韓国
- 木下工務店賞

『BABY BABY BABY!』（両沢和幸監督）日本
第2回（2010年）長編映画部門
- ゴールデンシーサー賞
- Laugh部門 海人賞グランプリ

『クロサワ映画』（渡辺琢監督）日本
- Peace部門 海人賞グランプリ

『A Match Made in Heaven（原題：Rab Ne Bana di Jodi）』（アーディティヤ・チョープラー監督）インド
第3回（2011年）長編プログラム
- Laugh部門 海人賞グランプリ
- スペシャル・メンション

『A Crazy Little Thing Called Love』（プッティーポン／ワシン・ポクポン監督）タイ
- Peace部門 海人賞グランプリ
- 審査員特別賞 ゴールデンシーサー賞

『阪急電車 片道15分の奇跡』（三宅喜重監督）日本
- スペシャル・メンション

『クロサワ映画2011〜笑いにできない恋がある〜』（渡辺琢監督）日本
第4回（2012年）
- Laugh部門 海人賞グランプリ

『SuckSeed』（タイ）
- Peace部門 海人賞グランプリ
- 審査員特別賞 ゴールデンシーサー賞

『Tao Jie（A Simple Life）』（アン・ホイ監督）（香港）
- スペシャル・メンション

『アーティスト』（フランス）、『タバコイ〜タバコで始まる恋物語〜』（日本、TBS）
第5回（2013年）
- 観客大賞“Laugh部門”海人賞グランプリ

『ライジング・ドラゴン』（ジャッキー・チェン監督）（香港・中国）
- 観客大賞“Peace部門”海人賞グランプリ

『デビーの幸せな毎日』（フー・ティエンユー監督）（台湾）
- 審査員特別賞ゴールデンシーサー賞（金石獅子賞）

『パルフィ!』（インド）
- スペシャル・メンション

『メンタル』（オーストラリア）
第6回（2014年）
- 観客大賞“Laugh部門”海人賞グランプリ

『超高速!参勤交代』（本木克英監督）（日本）
- 観客大賞 “Peace部門”海人賞グランプリ

『怪しい彼女』（ファン・ドンヒョク監督）（韓国）
- 審査員特別賞 ゴールデンシーサー賞（金石獅子賞）

『サンブンノイチ』（品川ヒロシ監督）（日本）